# Vicariato apostólico de Taytay
El vicariato apostólico de Taytay (en latín: Vicariatus Apostolicus Taytayensis, en inglés: Apostolic Vicariate of Taytay y en tagalo: Apostoliko Bikaryato ng Taytay) es una circunscripción eclesiástica de la Iglesia católica en Filipinas. Se trata de un vicariato apostólico latino, inmediatamente sujeto a la Santa Sede, aunque agregado a la provincia eclesiástica de Tuguegarao. Desde el 29 de junio de 2021 su vicario apostólico es Broderick Soncuaco Pabillo.

## Territorio y organización

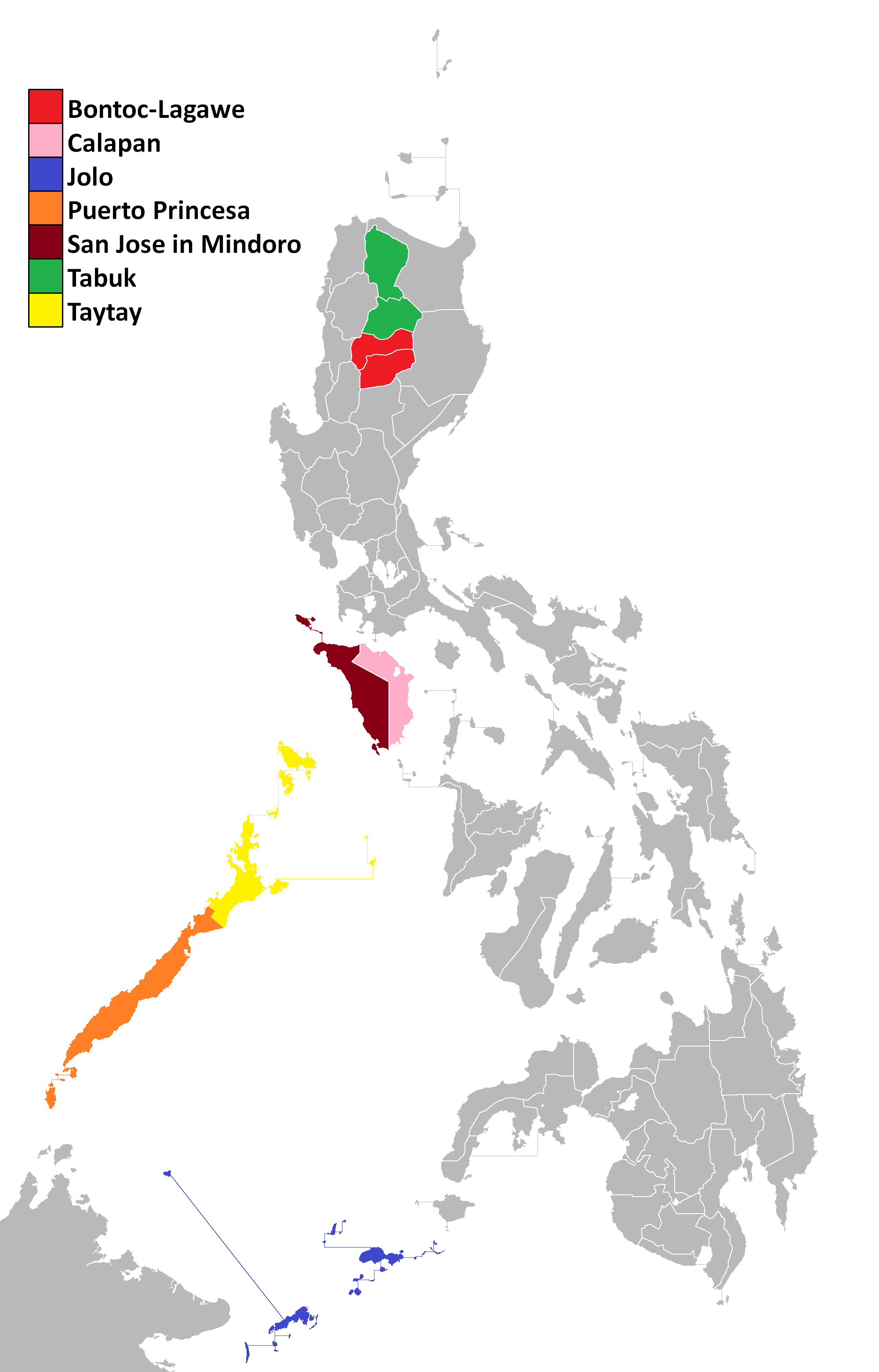
Vicariatos apostólicos de Filipinas, en color amarillo Taytay

El vicariato apostólico tiene 6413 km² y extiende su jurisdicción sobre los fieles católicos de rito latino residentes en la parte septentrional de la provincia de Palawan en la región Tagala Sudoccidental. 
La sede del vicariato apostólico se encuentra en la ciudad de Taytay, en donde se halla la Catedral de San José.
En 2020 en el vicariato apostólico existían 23 parroquias agrupadas en 5 distritos.

### Distrito 1
- Parroquia de San Lorenzo Ruiz, barrio de Caramay, Roxas.
- Parroquia de San Isidro Labrador, Roxas.
- Parroquia de la Resurrección, barrio de Tumarbong, Roxas.
- Parroquia de San Vicente Ferrer, San Vicente.

### Distrito 2
- Parroquia del Santo Niño, barrio de Abongán, Taytay.
- Parroquia de San José Obrero, barrio de Montevista, Taytay.
- Parroquia de Santa Mónica, Población, Taytay.
- Parroquia de San Isidro Labrador (F-2009), barrio de Casián, Taytay.
- Parroquia de San Miguel Arcángel, barrio de Liminangcong, Taytay.
- Parroquia de San Francisco de Asís, El Nido.
- Parroquia de Santa Potenciana, barrio de Sibaltán, El Nido.

### Distrito 3
- Parroquia de Santa Teresita del Niño Jesús, barrio de Legit, Dumarán.
- Parroquia de San Juan el Bautista, Población, Dumarán.
- Parroquia de Nuestra Señora de Araceli, Araceli.

### Distrito 4
- Parroquia de San Agustín, Cuyo.
- Parroquia de San Miguel Arcángel, Magsaysay.
- Parroquia de San Juan Bautista, Agutaya.

### Distrito 5
- Parroquia de Nuestra Señora de la Salvación, barrio de Salvación, Busuanga.
- Parroquia de la Inmaculada Concepción, Culión.
- Parroquia de San José Freinademetz, misionero en la China, en el barrio de Turda, Corón.
- Parroquia de San Agustín, Corón.
- Parroquia de San Miguel Arcángel, Linapacán.

## Historia
La evangelización de la isla de Paragua o Palawan fue confiada a la Orden de Agustinos Recoletos por el obispo de Cebú Pedro de Arce en 1622. Los padres Francisco de San Nicolás, Diego de Santa Ana, Juan de Santo Tomás y el hermano laico Francisco de la Madre de Dios fueron los primeros evangelizadores de las islas Calamianes, Cuyo y Paragua.
Los misioneros españoles comenzaron su labor en el archipiélago Cuyo, concretamente en Agutaya, donde obtuvieron las primeras conversiones. En 1659 las poblaciones de Agutaya, Taytay y Cagayancillo tuviern que ser fortificadas y protegidas con guarniciones para defenderlas de los ataques de los piratas moros que las habían devastado.
En 1749 el sultanato de Brunéi cedió la parte sur de la isla de Paragua a España. En 1871 la formación del gobierno político-militar de Puerto Princesa supuso la consolidación de hegemonía española en esta isla.
En febrero de 1872, seis años después de fuese erigida la diócesis de Jaro, bajo cuya jurisdicción perteneció Palawan, el obispo de Jaro emitió el título y facultades al capellán militar de la colonia de Puerto Princesa fray Ezequiel Moreno.
El 10 de abril de 1910 fue erigida la prefectura apostólica de Paragua. El 3 de julio de 1955 la prefectura fue elevada a la categoría de vicariato apostólico.
El vicariato apostólico fue erigido el 26 de marzo de 2002 con la bula Evangelizandi operi del papa Juan Pablo II, obteniendo el territorio del entonces vicariato apostólico de Palawan).

## Estadísticas
De acuerdo al Anuario Pontificio 2021 el vicariato apostólico tenía a fines de 2020 un total de 458 988 fieles bautizados.
| Año                                                                             | Población            | Población | Población      | Sacerdotes | Sacerdotes    | Sacerdotes    | Bautizados por sacerdote | Diáconos permanentes | Religiosos | Religiosos | Parroquias |
| Año                                                                             | Bautizados católicos | Total     | % de católicos | Total      | Clero secular | Clero regular | Bautizados por sacerdote | Diáconos permanentes | Varones    | Mujeres    | Parroquias |
| ------------------------------------------------------------------------------- | -------------------- | --------- | -------------- | ---------- | ------------- | ------------- | ------------------------ | -------------------- | ---------- | ---------- | ---------- |
| 2002                                                                            | 265 000              | 310 383   | 85.4           | 19         | 18            | 1             | 13 947                   |                      | 1          | 17         | 16         |
| 2003                                                                            | 265 000              | 310 383   | 85.4           | 19         | 17            | 2             | 13 947                   |                      | 2          | 15         | 16         |
| 2004                                                                            | 271 948              | 319 694   | 85.1           | 22         | 20            | 2             | 12 361                   | 3                    | 2          | 15         | 16         |
| 2010                                                                            | 304 000              | 355 000   | 85.6           | 32         | 27            | 5             | 9500                     |                      | 6          | 12         | 21         |
| 2014                                                                            | 336 000              | 382 000   | 88.0           | 34         | 26            | 8             | 9882                     |                      | 8          | 8          | 22         |
| 2017                                                                            | 384 140              | 419 500   | 91.6           | 37         | 30            | 7             | 10 382                   |                      | 7          | 8          | 22         |
| 2020                                                                            | 458 988              | 573 735   | 80.0           | 40         | 35            | 5             | 11 474                   |                      | 5          | 10         | 23         |
| Fuente: Catholic-Hierarchy, que a su vez toma los datos del Anuario Pontificio. |                      |           |                |            |               |               |                          |                      |            |            |            |

## Episcopologio
- Edgardo Sarabia Juanich (13 de mayo de 2002-14 de noviembre de 2018 renunció)
  - Sede vacante (2018-2021)
- Broderick Soncuaco Pabillo, desde el 29 de junio de 2021